# Zlatko Papec
Zlatko Papec (Zagreb, 17. siječnja 1934. – Split, 3. veljače 2013.), hrvatski nogometaš, osvajač srebrne medalje na Olimpijskim igrama u Melbourneu 1956. godine. Hajdukov napadač. U Hajduk dolazi iz Lokomotive 1956., a do 1964. odigrao je 366 utakmica i postigao 167 pogodaka. Kasnije je igrao za njemački Freiburg i za Rijeku. Na završetku karijere bavio se trenerskim poslom (Maribor i RNK Split). Godine 2021. Društvo prijatelja Hajduka u Zagrebu odlučilo je upisati ga u Park navijača Hajduka.
Hrvatski nogometni savez nagradio ga je 1994. Trofejem podmlatka.
Statistika u Hajduku
| Natjecanje        | Nastupi | Zgoditci |
| ----------------- | ------- | -------- |
| Prvenstvo         | 176     | 51       |
| Kup               | 23      | 6        |
| Superkup          | 0       | 0        |
| Međunarodne       | 2       | 2        |
| Splitski podsavez | 0       | 0        |
| Ukupno            | 201     | 59       |
| Prijateljske      | 165     | 108      |
| Sveukupno         | 366     | 167      |